# Gladys West
Pour les articles homonymes, voir West.
Gladys West, née Brown en 1930,, est une mathématicienne américaine connue pour ses contributions aux systèmes de positionnement par satellites. Elle est connue pour ses contributions à la modélisation mathématique de la figure de la Terre et ses travaux sur le développement des modèles de géodésie par satellite, lesquels ont été ensuite incorporé dans le GPS (assistant de navigation). West a été intronisée au "Hall of Fame" (Temple de la renommée) de l'armée de l'air des États-Unis en 2018. West a été récipiendiaire du prix "Webby Lifetime Achievement" pour le développement de modèles de géodésie par satellite.

## Biographie

### Jeunesse et éducation
Gladys West est née le 27 octobre 1930 dans le comté de Dinwiddie, un comté rural au sud de Richmond en Virginie, dans une famille afro-américaine d'agriculteurs. La famille Brown possédait sa propre petite ferme, mais beaucoup de familles de la communauté pratiquaient le métayage. Gladys a passé la majorité de son enfance à travailler dans la petite ferme familiale. En plus de travailler à la ferme, sa mère travaillait dans une usine de tabac et son père travaillait dans les chemins de fer.
Dans un Sud sous l’emprise des lois Jim Crow offrant peu d’opportunités aux Afro-Américains, la jeune Gladys West ne s’empêche pas d’aspirer à une vie meilleure et comprend vite que c’est par l’éducation qu’elle échappera à la vie de la ferme, qui ne lui convient pas. Après avoir obtenu une bourse d'études pour avoir fini à la première place dans sa classe au lycée, elle étudie les mathématiques à l'Université d'État de Virginie (une université publique, historiquement à majorité noire). Elle est diplômée en 1952 d'une licence en mathématiques puis commence à travailler comme enseignante au lycée, puis elle retourne à l'Université pour faire un master en mathématiques, qu'elle obtient en 1955. En 1956, elle commence à travailler à Naval Surface Warfare Center Dahlgren Division (en), où elle fut la deuxième femme noire à être employée comme programmeuse. Elle rencontre son mari, Ira West, à la base navale et l'épouse en 1957.

### Carrière
Gladys West fut programmeuse informatique à la division Dahlgren et cheffe de projet pour les systèmes de traitement pour l'analyse des données satellitaires. Parallèlement, West a obtenu un master en administration publique à l'université d'Oklahoma.
Gladys West  a commencé à recueillir des données à partir de satellites, aboutissant au développement du Global Positioning System (GPS). Au début des années 1960, elle participe à une étude révolutionnaire démontrant la résonance de Pluton avec Neptune. L'équipe reçoit une Achievement Medal pour cette recherche. En 1979, son superviseur Ralph Neiman la recommande pour mention élogieuse, puis comme chef de projet pour le projet d'altimétrie radar Seasat, le premier satellite à télédétecter les océans,. West est programmeuse dans la Division Dahlgren pour les ordinateurs de grande puissance et chef de projet pour les systèmes de traitement des données utilisées dans l'analyse des données satellitaires.

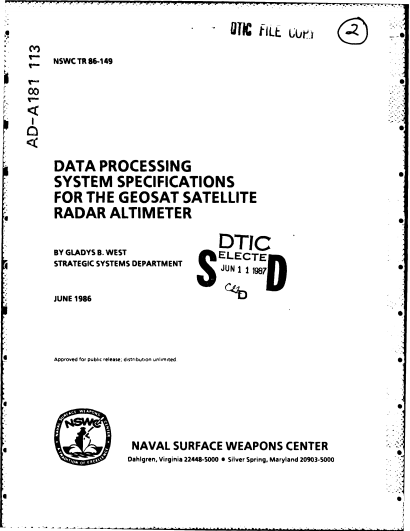
Le rapport de traitement de données pour Geosat par Gladys West.

En 1986, Gladys West publie Data Processing System Specifications for the Geosat Satellite Radar Altimeter (Spécifications du système de traitement de données pour l'altimètre radar du satellite Geosat), un guide illustré de 60 pages. Le guide du Naval Surface Weapons Center (NSWC) est publié pour expliquer comment augmenter la précision de l'estimation des « hauteurs de géoïde et la déviation de la verticale », sujets de géodésie satellitaire. Ceci a été réalisé par le traitement de données créées à partir du radioaltimètre du satellite Geosat mis en orbite le 12 mars 1984. Gladys West a travaillé à Dahlgren pendant 42 ans avant de prendre sa retraite en 1998. Ses contributions au GPS ont seulement été découvertes lorsqu'un membre de la sororité de West, Alpha Kappa Alpha, a lu une courte biographie que West avait soumise pour une cérémonie honorant les anciens membres de l'organisation. En 2000, elle complète un doctorat en administration publique.
En février 2018, Gladys West vit dans le comté de King George, en Virginie, et termine un doctorat (PhD) via un programme d'enseignement à distance avec Virginia Tech. La même année, elle est listée parmi les 100 Women de la BBC.

## Héritage
Les contributions essentielles de Gladys West à la technologie GPS ont été redécouvertes quand un membre de la sororité Alpha, Kappa Alpha, a lu une courte biographie que Gladys avait soumise pour une fonction d'ancienne élève.

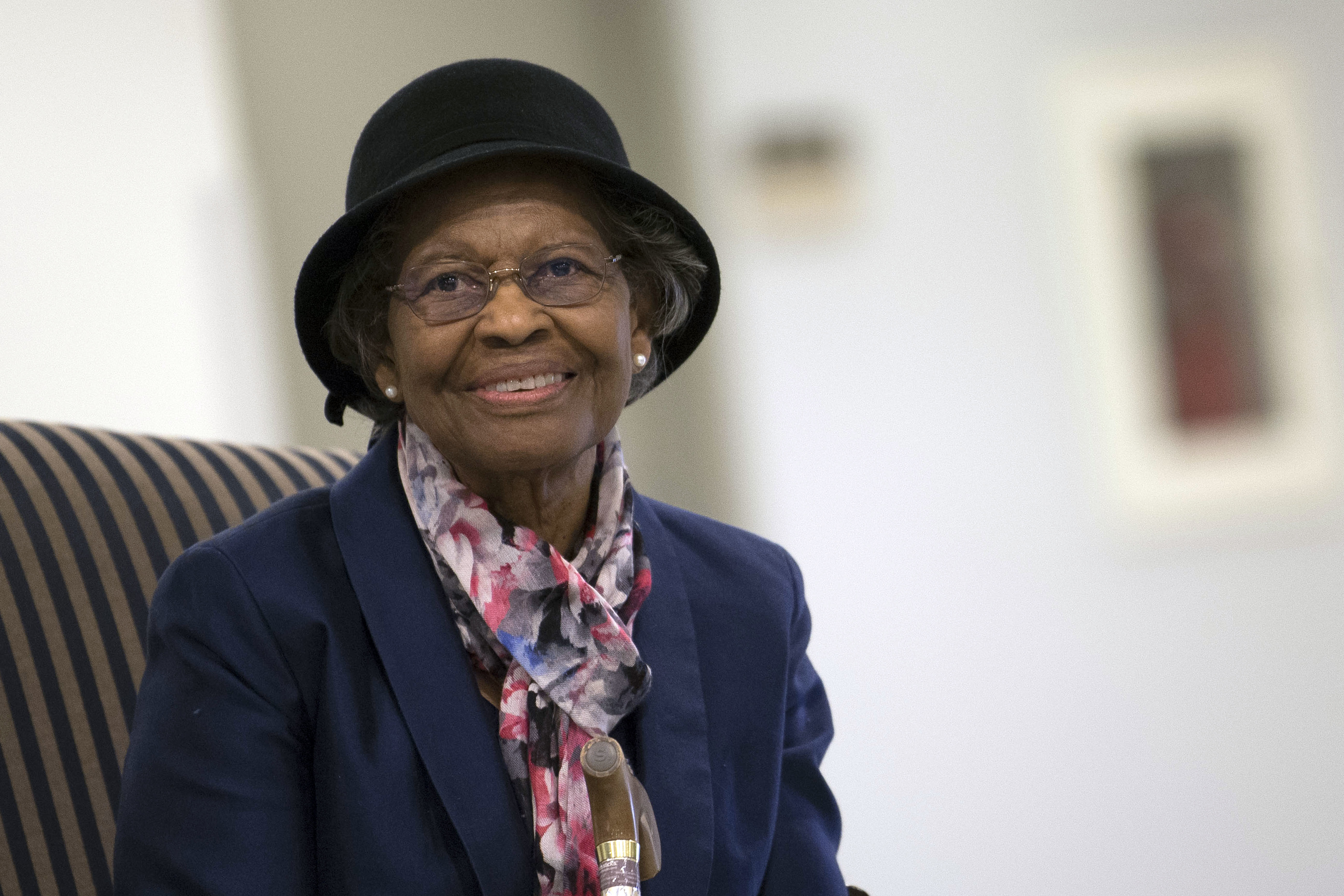
Dr. Gladys West, intégrée au corps de lAir Force Space and Missile Pioneers durant une cérémonie tenue en son honneur au Pentagone (Washington, D.C., le 6 décembre 2018).

Gladys West a été intronisée au Temple de la renommée de la Force aérienne des États-Unis en 2018, l'un des plus grands honneurs du Commandement spatial de la Force aérienne. Le capitaine Godfrey Weekes, commandant de la division Dahlgren du centre de guerre navale de surface, a décrit le rôle joué par Gladys West dans le développement du système de positionnement global : « Elle a gravi les échelons, travaillé sur la géodésie satellitaire et contribué à la précision du GPS et la mesure des données satellitaires. Lorsque Gladys West a commencé sa carrière de mathématicienne à Dahlgren en 1956, elle ne savait probablement pas que son travail aurait un impact sur le monde pendant des décennies. » Gladys West a acquiescé, affirmant qu'elle ne savait pas à l'époque que son travail toucherait tellement de gens : « Quand vous travaillez tous les jours, vous ne vous demandez pas quel impact cela aura sur le monde, mais vous pensez plutôt qu'il faut faire les choses correctement. »
Gladys West a été sélectionnée par la BBC dans le cadre de la série 100 Women de 2018.

## Publications
- (en) West, Gladys B., It Began With a Dream : Dr. Gladys B. West, igwest publishing, 2020, 227 p. (ISBN 9780578676388).

- West, Gladys B. (May 1981). SEASAT Satellite Radar Altimetry Data Processing System (Technical report). Dahlgren, VA: Naval Surface Weapons Center.
- West, Gladys B. (July 10, 1982). "Mean Earth ellipsoid determined from SEASAT 1 altimetric observations". Journal of Geophysical Research: Solid Earth. American Geophysical Union (AGU).
- West, Gladys B. Data Processing System Specifications for the GEOSAT Satellite Radar Altimeter (Technical report). Dahlgren VA: Naval Surface Weapons Center.